# Anthony Rother
Anthony Rother is een Duitse producer van elektronische muziek uit Offenbach. Hij is een van de artiesten die verantwoordelijk zijn voor de revival van electro rond de eeuwwisseling. Een van Rothers grootste invloeden is dan ook Kraftwerk.
Rothers electro ("Sex With the Machines", "Simulationszeitalter", "Hacker") wordt gekarakteriseerd door repetitieve machine-achtige beats, robotische geluiden, vocoders en een futuristische sfeer en teksten. Deze gaan vaak over de gevolgen van technologische vooruitgang, de relatie tussen mensen en machine en de rol van computers in de samenleving.
Buiten electro componeert Rother ook nog dark ambient ("Elixir of Life", "Art Is a Technology").
Rother werkte mee aan de albums Contact (2000) en Fire (2002) van Sven Väth. 